# Луганская волость (Севский уезд)
Луга́нская волость — административно-территориальная единица в составе Севского уезда Брянской губернии, существовавшая в 1924—1929 годах.
Центр — село Лугань.

## История
Волость образована в апреле 1924 года путём слияния Селеченской и бо́льшей части Шаровской волости Севского уезда.
В 1929 году, с введением районного деления, волость была упразднена, а её территория разделена между Комаричским, Севским и Суземским районами Брянского округа Западной области (ныне входят в состав Брянской области).

## Административное деление
По состоянию на 1 января 1928 года, Луганская волость включала в себя следующие сельсоветы: Асовицкий, Бобриковский, Войновский, Голышинский, Зеновкинский, Игрицкий, Кукушкинский, Лагиревский, Лепешкинский, Мастеченский, Пьяновский, Селеченский, Семёновский, Теребиковский, Шаровский.